# Tournoi d'échecs de Groningue 1946

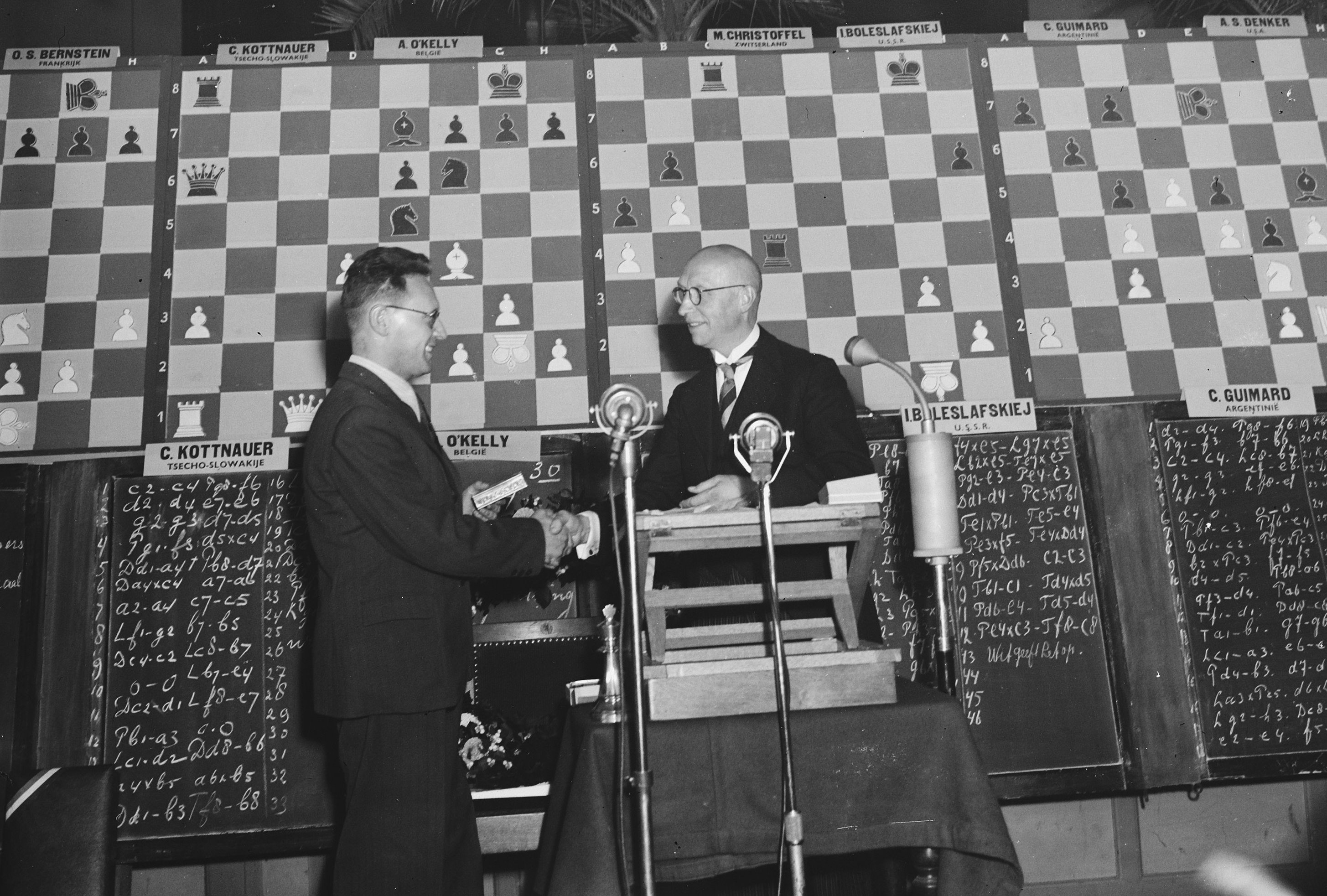
Vainqueur Botvinnik

Le tournoi d'échecs de Groningue 1946 est le premier tournoi d'échecs majeur après la Seconde Guerre mondiale. Il a été disputé à Groningue aux Pays-Bas d'août à septembre 1946.
Il a été remporté par le Soviétique Mikhaïl Botvinnik qui devance l'ancien champion du monde Max Euwe d'un demi-point. C'est la première victoire internationale sans partage de Botvinnik et le dernier résultat significatif d'Euwe.

## Organisation et participants

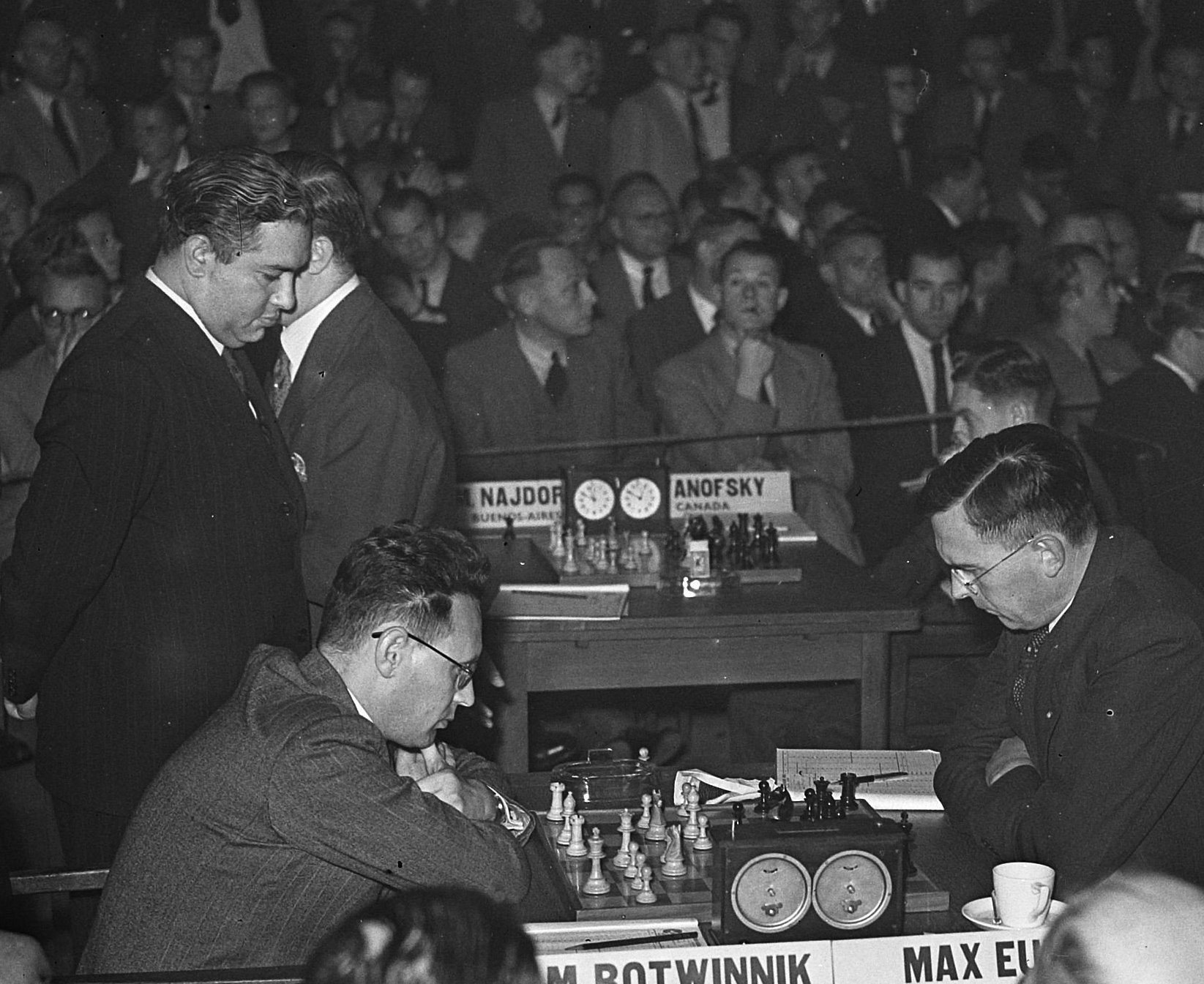
Botvinnik - Euwe

Groningue est le premier tournoi hors d'Union Soviétique pour lequel l'URSS envoie une équipe de maîtres. Les Soviétiques y remportent du succès, avec Botvinnik à la première place, Vassily Smyslov 3e et Issaak Boleslavski et Salo Flohr aux 6e-7e places, ceci marque le début de la domination soviétique des échecs.
Le tournoi est organisé comme un championnat toutes rondes. Bien que le niveau du tournoi soit élevé, certains joueurs de premier plan sont absents, comme les Américains Samuel Reshevsky et Reuben Fine, et le Letton Paul Keres à qui les autorités soviétiques refusent de laisser quitter le territoire.

## Déroulement du tournoi

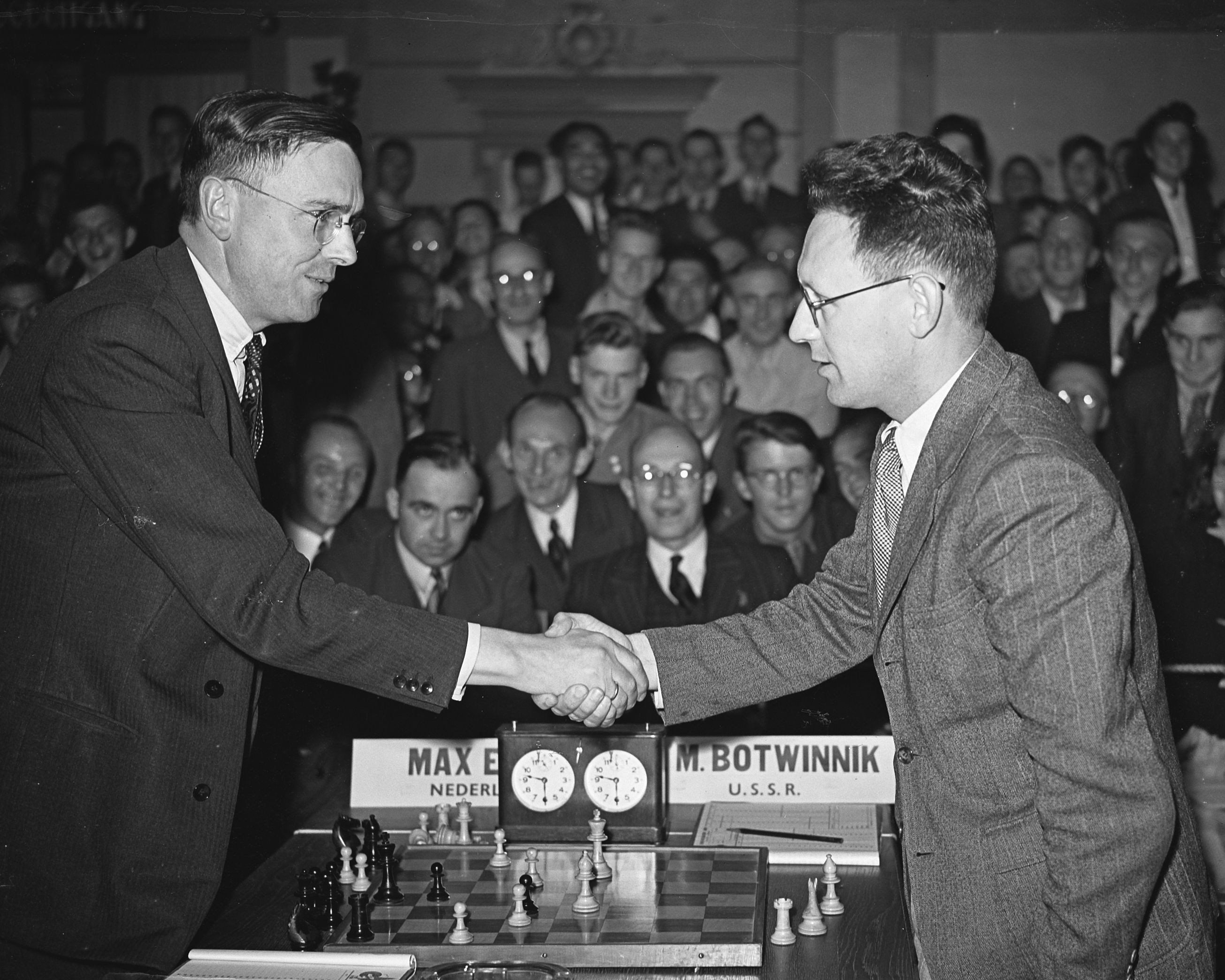
Euwe - Botvinnik: nulle

Botvinnik et Euwe dominent rapidement l'épreuve, qui se transforme en une compétition entre les deux joueurs pour la première place. À mi-parcours, après la 10e ronde, Botvinnik avait 9 points et Euwe 7,5, tandis que Smyslov et Denker en avaient 7.
Après 13 rondes, Botwinnik avait 11,5 points, Euwe 10,5 et Smyslov et László Szabó 8,5.
À la 14e ronde, Euwe bat Ossip Bernstein, qui, à 65 ans, est le participant le plus âgé du tournoi.
Botvinnik perd contre Alexandre Kotov, ce qui conduit à un ex æquo entre les deux leaders du tournoi.
Des années plus tard, Kotov a confié qu'il avait essuyé de nombreuses critiques pour avoir battu Botvinnik à un moment aussi crucial du tournoi (Botvinnik était le favori des autorités soviétiques).
À la 15e ronde, Euwe prend l'avantage en battant Milan Vidmar, tandis que Botvinnik perd à nouveau contre Daniel Yanofsky.
À quatre rondes de la fin le score est de 12,5 pour Euwe, 11,5 pour Botvinnik, 10,5 pour Smyslov et 9,5 pour Szabó. Euwe annule ses trois parties suivantes contre Gösta Stoltz, Flohr et Xavier Tartakover tandis que Botvinnik remporte les trois parties contre Čeněk Kottnauer, Martin Christoffel et Carlos Guimard et mène le tournoi d'un demi-point.
À la ronde finale, Euwe et Botvinnik ont les Noirs face de forts adversaires. Botvinnik est dominé par Miguel Najdorf et perd, tandis que Euwe commet une erreur contre Kotov qui lui coûte la partie,.

## Résultats
|    | Joueur                    | 01 | 02 | 03 | 04 | 05 | 06 | 07 | 08 | 09 | 10 | 11 | 12 | 13 | 14 | 15 | 16 | 17 | 18 | 19 | 20 | Total | Place |
| -- | ------------------------- | -- | -- | -- | -- | -- | -- | -- | -- | -- | -- | -- | -- | -- | -- | -- | -- | -- | -- | -- | -- | ----- | ----- |
| 01 | Mikhaïl Botvinnik         | *  | ½  | 1  | 0  | 1  | 1  | ½  | 1  | 1  | ½  | 0  | 1  | 1  | 0  | 1  | 1  | 1  | 1  | 1  | 1  | 14,5  | 1     |
| 02 | Max Euwe                  | ½  | *  | 0  | ½  | 1  | 1  | ½  | ½  | ½  | 1  | 0  | ½  | 1  | 1  | 1  | 1  | 1  | 1  | 1  | 1  | 14    | 2     |
| 03 | Vassily Smyslov           | 0  | 1  | *  | ½  | ½  | 1  | ½  | ½  | ½  | ½  | ½  | ½  | 1  | ½  | ½  | ½  | 1  | 1  | 1  | 1  | 12,5  | 3     |
| 04 | Miguel Najdorf            | 1  | ½  | ½  | *  | 1  | 1  | ½  | 0  | ½  | ½  | ½  | ½  | 0  | 1  | ½  | ½  | ½  | 1  | 1  | 1  | 11,5  | 4–5   |
| 05 | László Szabó              | 0  | 0  | ½  | 0  | *  | 1  | ½  | 0  | 1  | 0  | 1  | ½  | 1  | 1  | ½  | 1  | ½  | 1  | 1  | 1  | 11,5  | 4–5   |
| 06 | Issaak Boleslavski        | 0  | 0  | 0  | 0  | 0  | *  | ½  | 1  | 1  | 1  | 1  | 1  | ½  | ½  | ½  | ½  | ½  | 1  | 1  | 1  | 11    | 6–7   |
| 07 | Salo Flohr                | ½  | ½  | ½  | ½  | ½  | ½  | *  | ½  | ½  | ½  | 0  | ½  | ½  | 1  | ½  | 1  | ½  | ½  | 1  | 1  | 11    | 6–7   |
| 08 | Erik Lundin               | 0  | ½  | ½  | 1  | 1  | 0  | ½  | *  | ½  | 0  | ½  | 1  | 0  | 1  | 0  | ½  | ½  | 1  | 1  | 1  | 10,5  | 8–9   |
| 09 | Gösta Stoltz              | 0  | ½  | ½  | ½  | 0  | 0  | ½  | ½  | *  | 1  | ½  | ½  | 1  | ½  | 1  | 1  | 0  | ½  | 1  | 1  | 10,5  | 8–9   |
| 10 | Arnold Denker             | ½  | 0  | ½  | ½  | 1  | 0  | ½  | 1  | 0  | *  | 0  | ½  | 0  | ½  | 1  | ½  | ½  | 1  | 1  | ½  | 9,5   | 10    |
| 11 | Alexandre Kotov           | 1  | 1  | ½  | ½  | 0  | 0  | 1  | ½  | ½  | 1  | *  | ½  | 0  | ½  | 0  | 1  | ½  | 0  | 1  | 0  | 9,5   | 10    |
| 12 | Xavier Tartakover         | 0  | ½  | ½  | ½  | ½  | 0  | ½  | 0  | ½  | ½  | ½  | *  | 1  | ½  | ½  | 1  | 1  | ½  | ½  | ½  | 9,5   | 10    |
| 13 | Čeněk Kottnauer           | 0  | 0  | 0  | 1  | 0  | ½  | ½  | 1  | 0  | 1  | 1  | 0  | *  | 1  | 1  | 0  | ½  | ½  | 0  | 1  | 9     |       |
| 14 | Daniel Yanofsky           | 1  | 0  | ½  | 0  | 0  | ½  | 0  | 0  | ½  | ½  | ½  | ½  | 0  | *  | ½  | 1  | 1  | 1  | ½  | ½  | 8,5   |       |
| 15 | Ossip Bernstein           | 0  | 0  | ½  | ½  | ½  | ½  | ½  | 1  | 0  | 0  | 1  | ½  | 0  | ½  | *  | ½  | ½  | ½  | 0  | 0  | 7     |       |
| 16 | Carlos Guimard            | 0  | 0  | ½  | ½  | 0  | ½  | 0  | ½  | 0  | ½  | 0  | 0  | 1  | 0  | ½  | *  | 1  | ½  | ½  | 1  | 7     |       |
| 17 | Milan Vidmar              | 0  | 0  | 0  | ½  | ½  | ½  | ½  | ½  | 1  | ½  | ½  | 0  | ½  | 0  | ½  | 0  | *  | ½  | ½  | 0  | 6,5   |       |
| 18 | Herman Steiner            | 0  | 0  | 0  | 0  | 0  | 0  | ½  | 0  | ½  | 0  | 1  | ½  | ½  | 0  | ½  | ½  | ½  | *  | 1  | ½  | 6     |       |
| 19 | Albéric O'Kelly de Galway | 0  | 0  | 0  | ½  | 0  | 0  | 0  | 0  | 0  | 0  | 0  | ½  | 1  | ½  | 1  | ½  | ½  | 0  | *  | 1  | 5,5   |       |
| 20 | Martin Christoffel        | 0  | 0  | 0  | 0  | 0  | 0  | 0  | 0  | 0  | ½  | 1  | ½  | 0  | ½  | 1  | 0  | 1  | ½  | 0  | *  | 5     |       |